# Anna Herbich

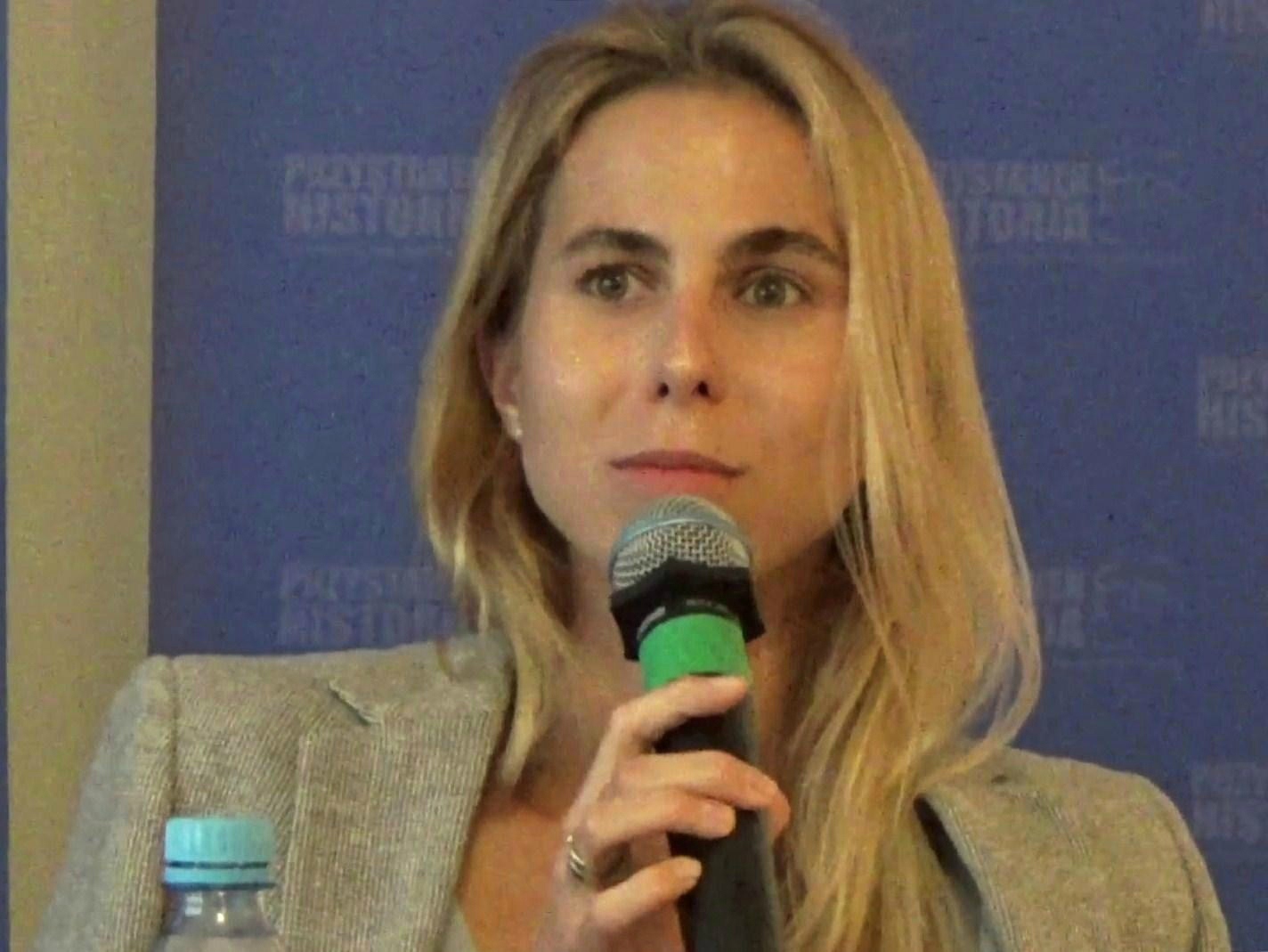
Anna Herbich (2018)

Anna Herbich (* 20. Juni 1986 in Warschau) ist eine polnische Journalistin, die viele hochbetagte Polinnen zu ihren Erlebnissen in der Zeit des Warschauer Aufstandes (1944), in sowjetischen Gulags und in der Gewerkschaft Solidarność befragt hat, um geschichtliche Ereignisse aus der Frauenperspektive zu erforschen und darüber drei Bücher zu veröffentlichen. Jedes dieser Bücher beginnt oder endet mit einem Bericht einer Herbich nahestehenden Frau: ihrer Großmutter Irena Herbich („Mädels vom Aufstand“), ihrer Tante Zofia („Mädels von Sibirien“) und ihrer Mutter Ewa („Mädels von der Solidarnść“). Das erste Buch hatte Herbich nach ihrer ersten Schwangerschaft verfasst. Die Premiere des dritten Werkes ist in ihre zweite Schwangerschaft gefallen. Zu den Zeitungen und Zeitschriften, für welche Herbich geschrieben hat, gehören „Rzeczpospolita“, „Do Rzeczy“ und „Uważam Rze“.

## Bücher
- Dziewczyny z Powstania, Verlag Znak Horyzont, 2014, 320 S. (dt. Mädels vom Aufstand)
- Dziewczyny z Syberii, Verlag Znak Horyzont, 2015, 320 S. (dt. Mädels von Sibirien)
- Dziewczyny z Solidarności, Verlag Znak Horyzont, 2016, 304 S. (dt. Mädels von der Solidarność)